# Plave
Plave so naselje v Občini Kanal ob Soči.